# Tata Xenon
Le Tata Xenon est un pick-up sorti en 2008 et vendu notamment en Inde. Il dérive du Tata Sumo Grande.